# Јужни глатки кит делфин
Јужни глатки кит делфин или јужни китолики делфин (лат. Lissodelphis borealis, енгл. Southern right whale dolphin, буг. Южен китоподобен делфин) је врста сисара из породице океанских делфина (Delphinidae) и парвореда китова зубана (Odontoceti). 

## Распрострањење
Врста је присутна у Аргентини, Аустралији, Бразилу, Јужноафричкој Републици, Намибији, Новом Зеланду, Перуу, Уругвају и Чилеу.
ФАО рибарска подручја (енгл. FAO marine fishing areas) на којима је ова врста присутна су у југозападном Атлантику, југоисточном Атлантику, Атлантику у подручју Антарктика, западном Индијском океану, источном Индијском океану, јужном Индијском океану и Индијском океану у подручју Антарктика, југозападном Пацифику, југоисточном Пацифику и Пацифику у подручју Антарктика.
Популациони тренд је за ову врсту непознат.

## Угроженост
Подаци о распрострањености јужног глатког кит делфина су недовољни.